# Jean Chaput
Jean Chaput (Parigi, 17 settembre 1893 – Welles-Pérennes, 6 maggio 1918) è stato un militare e aviatore francese, asso dell'aviazione nel corso della prima guerra mondiale e della seconda guerra mondiale con 16 vittorie Mort pour la France.

## Biografia

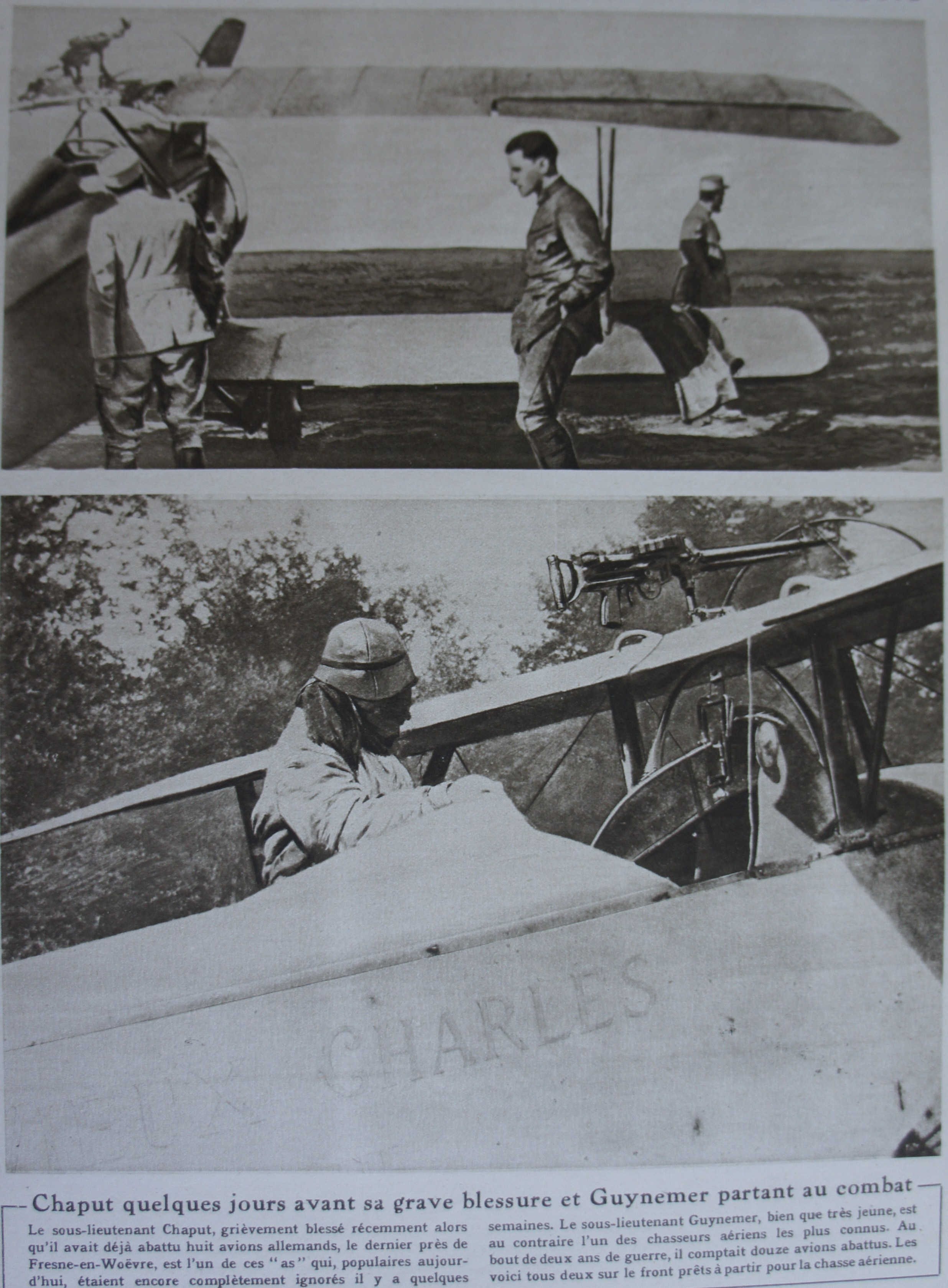
Georges Guynemer e Jean Chaput, su Le Miroir del 20 agosto 1916.

Nacque il 17 settembre 1893 a Parigi,  figlio di Victor Alexandre Henri, di professione chirurgo di fama nazionale, e di Anne Marie Luciè Landrigue. Frequentò il Liceo Janson-de-Sailly, ed appassionatosi allo sport trascurò leggermente gli studi. La madre morì prematuramente, e mentre suo padre lo voleva chirurgo come lui, egli decide di intraprendere un'altra carriera professionale. Studiò ingegneria mentre il padre si impegnò a pagare le sue lezioni di volo, cosa che avvenne all'inizio dell'estate del 1914 quando imparò a pilotare un monoplano Nieuport e ottenne la licenza di pilota civile il 10 luglio 1914.
Meno di un mese dopo scoppiò la prima guerra mondiale, e lui, che non aveva compiuto il servizio militare, fu mobilitato come soldato semplice nel servizio aeronautico. Fu incorporato nel servizio generale del campo d'aviazione di Saint Cyr (Versailles) dove rimase fino al novembre 1914 quando fu inviato ad una scuola militare di volo, uscendone all'inizio del 1915 con il grado di caporale per essere assegnato alla Escadrille C.28 equipaggiata con i Caudron G.3 e schierata sul fronte della Somme. Dopo aver incontrato e affrontato un primo aereo con un fucile, si appassionò alla caccia e dimostrò il suo talento di pilota al punto che il suo capo squadriglia nel maggio 1915 ottenne per lui un Morane Parasol da caccia e venne promosso sergente. Tuttavia, fu grazie ad un osservatore dall'aeroplano del Caudron G.4 che pilotava, ottenne una vittoria certificata il 22 novembre 1915, che gli valse il trasferimento a una escadrille di caccia. Il 3 marzo 1916 si unì al "gruppo Bar-le-Duc" che riuniva tutte le squadriglie di caccia del settore di Verdun, incaricate della conquista della superiorità aerea. Assegnato allo Escadrille N 31 del capitano Albert Auger, lavorò fianco a fianco con molti nomi già famosi della caccia, come Jean Navarre e Charles Nungesser. In città trovò alloggio presso una persona del posto, più precisamente nell'appartamento di una giovane ragazza di cui divenne fidanzato. Pilotando un Nieuport 11, due settimane dopo il suo arrivo, il 18 marzo 1916, ottenne la sua prima vittoria speronando ed abbattendo un LVG. Il suo Nieuport, danneggiato dall'urto, riuscì a rientrare alla base mentre lo LVG si schiantò al suolo. Questa vittoria gli valse la promozione al grado di sottotenente. Ottenne altre sei vittorie omologate nei cieli di Verdun nei mesi di maggio (dove fu trasferito alla Escadrille N 57 del capitano Édouard Duseigneur) e giugno 1916 volando a bordo di un Nieuport 11 e poi di un Nieuport 16, essendo menzionato nell'ordine del giorno dell'esercito del 21 giugno 1916 per il suo 5° successo. In quello stesso giorno abbatté altri due aerei nemici.  Il 24 luglio 1916 attaccò un Aviatik biposto sopra Douaumont, e dopo avergli sparato più volte, lo sorpassò trascinato dalla sua velocità. Il mitragliere tedesco gli sparò una raffica a bruciapelo; fu colpito da diversi proiettili, uno dei quali gli devastò la coscia e un altro gli trapassò la spalla. Gravemente ferito, si tuffò in picchiata ed evitò gli altri aerei tedeschi per atterrare ad Ancemont.
Evacuato e ricoverato in ospedale, fu curato da suo padre che gli impose una riabilitazione spartana e concedendogli pochissimi giorni di convalescenza al punto da essere smentito da una commissione medica. La ferita era molto grave e non ritornò al fronte fino al marzo 1917, in forza alla Escadrille N 57, che ora costituiva insieme ad altra unità il Groupe de Chasse 11.
Partecipando alla battaglia dello Chemin des Dames, ottenne quattro nuove vittorie in aprile, maggio e giugno 1917. Promosso tenente, ricevette il comando della sua Escadrille l'11 aprile 1918, quando il reparto fu integrato nella Divisione Aerea e dovette affrontare le offensive primaverili tedesche. In questa occasione ottenne la sua sedicesima e ultima vittoria il 21 aprile 1918, prima di cadere in un combattimento aereo contro un gruppo di Fokker Dr.I il 6 maggio 1918: gravemente ferito, ebbe la forza di far atterrare il suo SPAD S.XIII nelle linee francesi a Welles-Pérennes dove morì a causa della emorragia. Suo padre fu devastato dalla notizia e credette sempre che avrebbe potuto salvare suo figlio se fosse stato presente al fatto. Continuando a operare i soldati che la guerra gli portò fino all'armistizio e pochi mesi dopo, si sparò alla testa nella notte tra il 25 e il 26 febbraio 1919.

## Pubblicazioni
- Quelques lettres de Jean Chaput, Lieutenant pilote commandant l'escadrille Spa 57, Tolmer, Paris, 1918.

### Annotazioni
1. ↑  Il pilota che colpì il suo aereo era l'asso Hermann Becker.

### Fonti
1. 1 2 3 4 5 6 7 8 9 10 11 12 13 14 15 16 17 18 19 20 21 22 23 24 25  AS14-18.
2. 1 2 3  The Aerodrome.
3. 1 2  Mancini 1936, p. 175.
4. 1 2 3 4  Franks, Bailey 1992, pp. 131-132.
5. ↑  Franks 2000, pp. 52-53.